# Carinodes parredes
Carinodes parredes là một loài tò vò trong họ Ichneumonidae.